# Източносемитски езици
Източносемитските езици са два древни езика, които са мъртви езици още от древността. Тези езици са еблаитски език (или еблански) и акадски език.
През цялата древност в Месопотамия, акадския е лингва франка, до изместването му от библейския език на Христос – арамейския.
Историческото езикознание за семитологията разглежда три последователни етапа в развитието на семитските езици на територията на плодородния полумесец:
1. акадски, т.е. източносемитски;
2. аморейски, т.е. западен или западносемитски в Древна Сирия, от който посредством късната Мари и Угарит произлиза и културата на ханаанци и финикийци;
3. арамейски на т.нар. хабиру.